# Шестакова, Наталья Васильевна
Наталья (также встречается написание Наталия) Васильевна Шестако́ва (род. 29 марта 1988, село Туора-Кюель Алексеевского района, Якутская АССР, СССР) — российская спортсменка (русские и международные шашки), серебряный призёр чемпионата Европы по международным шашкам 2018 года, победительница (в быстрой программе) и бронзовый призёр (молниеносной программе) чемпионата мира по бразильским шашкам среди молодёжи (15 — 27 апреля 2007, Берлин, Германия). Участница чемпионата мира по международным шашкам 2019 года.
Серебряный призёр чемпионата России по международным шашкам среди женщин 2014, (2009, быстрая программа), бронза на чемпионате России по международным шашкам (2010 год, основная программа). Чемпионка (молниеносная и быстрая программа) и бронзовый призёр (основная программа) первенства России по международным шашкам среди девушек и юношей (21 — 31 марта 2007, г. Ишимбай).
Бронзовый призёр Всероссийского турнира на призы заслуженных тренеров России Н. Н. Кычкина и М. Н. Бырдынныровой (13 — 19 июня 2007 г., г. Якутск), Всероссийского турнира на призы президента ФМЖД В. И. Птицына (24 — 29 июня 2007 г., г. Якутск).
Международный мастер.
Как и Ирина Платонова, Марфа Данилова получила высшее образование в Чурапчинском государственном институте физической культуры и спорта.